# Love in the Rough
Pour plus de détails, voir Fiche technique et Distribution.
Love in the Rough est un film américain réalisé par Charles Reisner, sorti en 1930.
Il s'agit d'un remake du film Le Temps des cerises (1927).

## Synopsis
Lorsque Jack Kelly, un commis, est recruté par son employeur pour l'aider à jouer au golf, son patron insiste pour qu'il dissimule son humble identité au country club.

## Fiche technique
- Titre original : Love in the Rough
- Réalisation : Charles F. Reisner
- Scénario (adaptation) : Sarah Y. Mason, d'après la pièce Spring Fever de Vincent Lawrence
- Dialogues : Joe Farnham et Robert E. Hopkins
- Production :
- Société de production et de distribution : Metro-Goldwyn-Mayer
- Photographie : Henry Sharp
- Montage : Basil Wrangell (de)
- Direction artistique : Cedric Gibbons
- Costumes : David Cox
- Chorégraphie : Sammy Lee
- Son : Douglas Shearer
- Pays d'origine : États-Unis
- Langue : Anglais et Yiddish
- Format : Noir et blanc - Son : Mono (Western Electric Sound System)
- Genre : Comédie romantique et film musical
- Durée : 84 minutes
- Date de sortie : 
  - États-Unis : 6 septembre 1930

## Distribution
- Robert Montgomery : Jack Kelly
- Dorothy Jordan : Marilyn Crawford
- Benny Rubin : Benny Lipitowicz
- J. C. Nugent : Dave Waters
- Dorothy McNulty : Virgie Wilson
- Tyrrell Davis : Sydney Tewksbury
- Harry Burns : Jardinier
- Allan Lane : Harry Johnson
- Catherine Moylan : Martha
- Edwards Davis : Williams (M. Crawford)
- Rosco Ates : Propriétaire
- Clarence H. Wilson : Brown

## Autour du film
- Love in the Rough est un remake du film muet de 1927 Spring Fever, avec William Haines et Joan Crawford.
- George Chandler a un rôle de conducteur de taxi (non crédité).